# Karl A. Lamers
Karl Alfred Lamers (Duisburg, 12 de febrero de 1951) es un político alemán de la Unión Demócrata Cristiana (CDU), actualmente se desempeña como vicepresidente del Comité de Defensa del Bundestag. De 2010 a 2012 fue el presidente de la Asamblea Parlamentaria de la OTAN.

## Biografía
De religión católica, estudió Derecho y Ciencias Políticas en Universidad de Münster. Ha sido investigador en el Instituto Max Planck de Derecho Público Comparado y Derecho Internacional en Heidelberg. Fue Ministerialrat en el Parlamento Regional de Baden-Württemberg, jefe de la oficina personal del presidente del Landtag y responsable del mantenimiento de las relaciones internacionales.
Miembro de la UDC desde 1975, presidió la CDU de Heidelberg de 1985 a 2003, siendo presidente honorario desde ese último año. Entre 1987 a 1995 fue miembro del consejo municipal de Heidelberg.
En 1994, fue elegido para el Bundestag por primera vez al ganar directamente en Heidelberg. En 1998 y 2002 ganó un asiento al ser incluido en la lista de partidos de la CDU de Baden-Würrtemberg gracias al sistema de votación de representación proporcional mixta de Alemania. Lamers ganó en su distrito electoral nuevamente en 2005 y 2009, recibiendo el 36,1 % de los votos en 2009.
Fue elegido vicepresidente del Comité de Defensa del Bundestag en 2005 y todavía ocupa ese cargo. También es miembro de la Asamblea Parlamentaria de la OTAN desde 1998, presidiendo la delegación alemana.
Dentro de dicha Asamblea, fue el líder del «Grupo del Partido Popular Europeo y asociados», que incluye a todos los partidos miembro del PPE y otros como el Partido Conservador de Canadá y el Partido Conservador de los Estados Unidos. Fue elegido Presidente del grupo en Varsovia el 16 de noviembre de 2010.

## Reconocimientos
- 2011: Gran Cruz de la Orden del Mérito de Lituania[7][8]
- 2011: Doctor honoris causa de la Universidad de Mykolas-Romer, Vilna[9]
- 2014: Orden de Honor de Georgia[10]
- 2015: Orden del Mérito de Hungría[11]